# بيتر كينا
بيتر كينا (بالإنجليزية: Peter Kenna)‏ هو كاتب سيناريو وكاتب مسرحي أسترالي، ولد في 18 مارس 1930 في Balmain, New South Wales ‏ في أستراليا، وتوفي في 29 نوفمبر 1987 في سيدني في أستراليا.

## وصلات خارجية
- بيتر كينا على موقع IMDb (الإنجليزية)